# Seznam vysokých škol na Slovensku

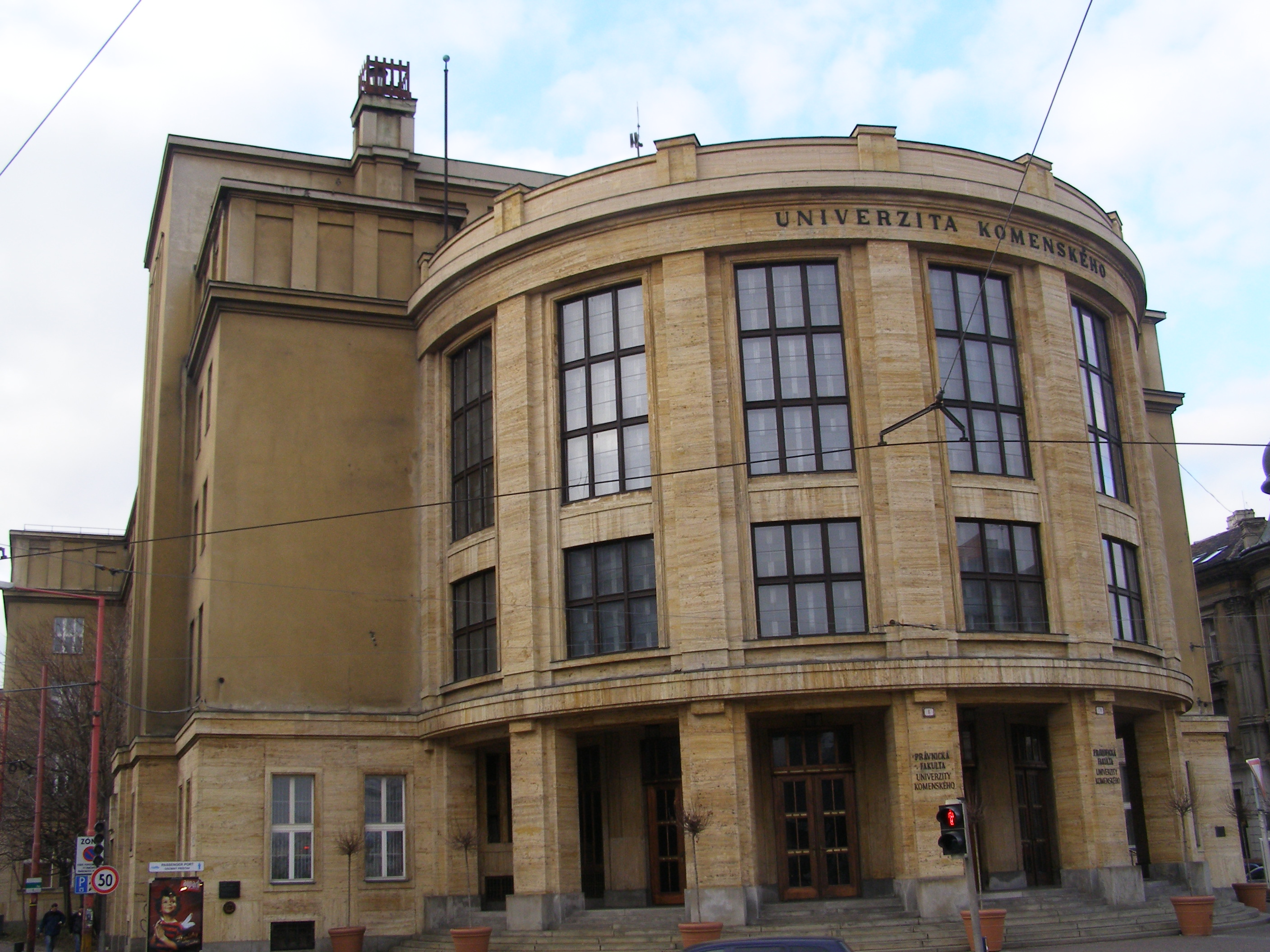
Univerzita Komenského v Bratislavě je nejstarší a největší slovenská vysoká škola

Tento článek obsahuje seznam vysokých škol na Slovensku.

## Veřejné vysoké školy
- Univerzita Komenského v Bratislavě
- Univerzita Pavla Jozefa Šafárika v Košiciach
- Univerzita veterinárneho lekárstva v Košiciach
- Univerzita Mateja Bela v Banskej Bystrici
- Trnavská univerzita v Trnave
- Univerzita Konštantína Filozofa v Nitre
- Slovenská poľnohospodárska univerzita v Nitre
- Slovenská technická univerzita v Bratislave
- Žilinská univerzita v Žiline
- Technická univerzita v Košiciach
- Technická univerzita vo Zvolene
- Ekonomická univerzita v Bratislave
- Vysoká škola múzických umení v Bratislave
- Vysoká škola výtvarných umení v Bratislave
- Prešovská univerzita v Prešove
- Trenčianska univerzita Alexandra Dubčeka v Trenčíne
- Akadémia umení v Banskej Bystrici
- Univerzita sv. Cyrila a Metoda v Trnave
- Katolická univerzita v Ružomberku
- Univerzita J. Selyeho v Komárne

## Státní vysoké školy
- Akadémia Policajného zboru v Bratislave
- Akadémia ozbrojených síl generála Milana Rastislava Štefánika
- Slovenská zdravotnícka univerzita v Bratislave

## Soukromé vysoké školy
- Vysoká škola manažmentu v Trenčíne
- Vysoká škola ekonómie a manažmentu verejnej správy v Bratislave
- Vysoká škola zdravotníctva a sociálnej práce sv. Alžbety v Bratislave, n. o.
- Panevropská vysoká škola
- Vysoká škola Danubius
- Vysoká škola medzinárodného podnikania ISM Slovakia v Prešove
- Stredoeurópska vysoká škola v Skalici
- Vysoká škola DTI
- Vysoká škola bezpečnostného manažérstva v Košiciach
- Bratislavská medzinárodná škola liberálnych štúdií
- Hudobná a umelecká akadémia Jána Albrechta - Banská Štiavnica, s.r.o., odborná vysoká škola
- Akadémia médií, odborná vysoká škola mediálnej a marketingovej komunikácie v Bratislave

## Zahraniční vysoké školy
Zahraniční vysoké školy poskytující vzdělání na Slovensku:
- AMBIS vysoká škola (sídlo v Česku)
- Univerzita Palackého v Olomouci (sídlo v Česku)
- Hochschule Fresenius gGmbH (sídlo v Německu)
- INSTITUT SUPÉRIEUR SPÉCIALISÉ DE LA MODE (MOD´SPÉ Paris) (sídlo ve Francii)
- Staropolska Szkoła Wyższa w Kielcach (sídlo v Polsku)
- Szent István Egyetem (sídlo v Maďarsku)